# Acer trialatum
Acer trialatum é uma espécie de árvore do gênero Acer, pertencente à família Aceraceae.